# Fédération Internationale de Basketball Europe
De Fédération Internationale de Basketball Europe (of simpelweg FIBA Europe) is het controlerend orgaan voor basketbal voor het werelddeel Europa. De organisatie heeft 50 aangesloten nationale basketbalfederaties. Het hoofdkantoor is gevestigd in München, Duitsland. De Turk Turgay Demirel werd in 2014 verkozen tot voorzitter van FIBA Europe.

## Aangesloten basketbalfederaties
- Albanië
- Andorra
- Armenië
- Azerbeidzjan
- België
- Bosnië en Herzegovina
- Bulgarije
- Cyprus
- Denemarken
- Duitsland
- Estland
- Finland
- Frankrijk
- Georgië
- Gibraltar
- Griekenland
- Groot-Brittannië
- Hongarije
- Ierland
- IJsland
- Israël
- Italië
- Kosovo
- Kroatië
- Letland
- Litouwen
- Luxemburg
- Malta
- Moldavië
- Monaco
- Montenegro
- Nederland
- Noord-Macedonië
- Noorwegen
- Oekraïne
- Oostenrijk
- Polen
- Portugal
- Roemenië
- Rusland
- San Marino
- Servië
- Slovenië
- Slowakije
- Spanje
- Tsjechië
- Turkije
- Wit-Rusland
- Zweden
- Zwitserland

## Toernooien
FIBA Europe organiseert verschillende internationale toernooien:

### Tussen naties
- Eurobasket mannen en Eurobasket vrouwen; het tweejaarlijks Europees kampioenschap voor mannen en vrouwen apart.
- Europees Kampioenschap U20; jaarlijks voor basketballers jonger dan 20 jaar.
- Europees Kampioenschap U18; jaarlijks voor basketballers jonger dan 18 jaar.
- Europees Kampioenschap U16; jaarlijks voor basketballers jonger dan 16 jaar.
- Europees Kampioenschap U14; jaarlijks voor basketballers jonger dan 14 jaar.

### Tussen clubs
- Basketball Champions League; jaarlijks, voor mannen.
- FIBA Europe Cup; jaarlijks, voor mannen.
- EuroLeague Women; jaarlijks, voor vrouwen.
- EuroCup Women; jaarlijks, voor vrouwen.
- FIBA Europe SuperCup Women; jaarlijks, voor vrouwen.

### Vroegere toernooien tussen clubs
- FIBA SuproLeague; jaarlijks, voor mannen. (van 1958 tot 2001)
- Saporta Cup; jaarlijks, voor mannen. (van 1966 tot 2002)
- Korać Cup; jaarlijks, voor mannen. (van 1971 tot 2002)
- Ronchetti Cup; jaarlijks, voor vrouwen. (van 1971 tot 2002)
- EuroCup Challenge; jaarlijks, voor mannen. (van 2002 tot 2007)
- EuroChallenge; jaarlijks, voor mannen. (van 2003 tot 2015)
- FIBA Europe SuperCup Men; jaarlijks, voor mannen. (van 1985 tot 1989)